# St. Helena (Rheindahlen)

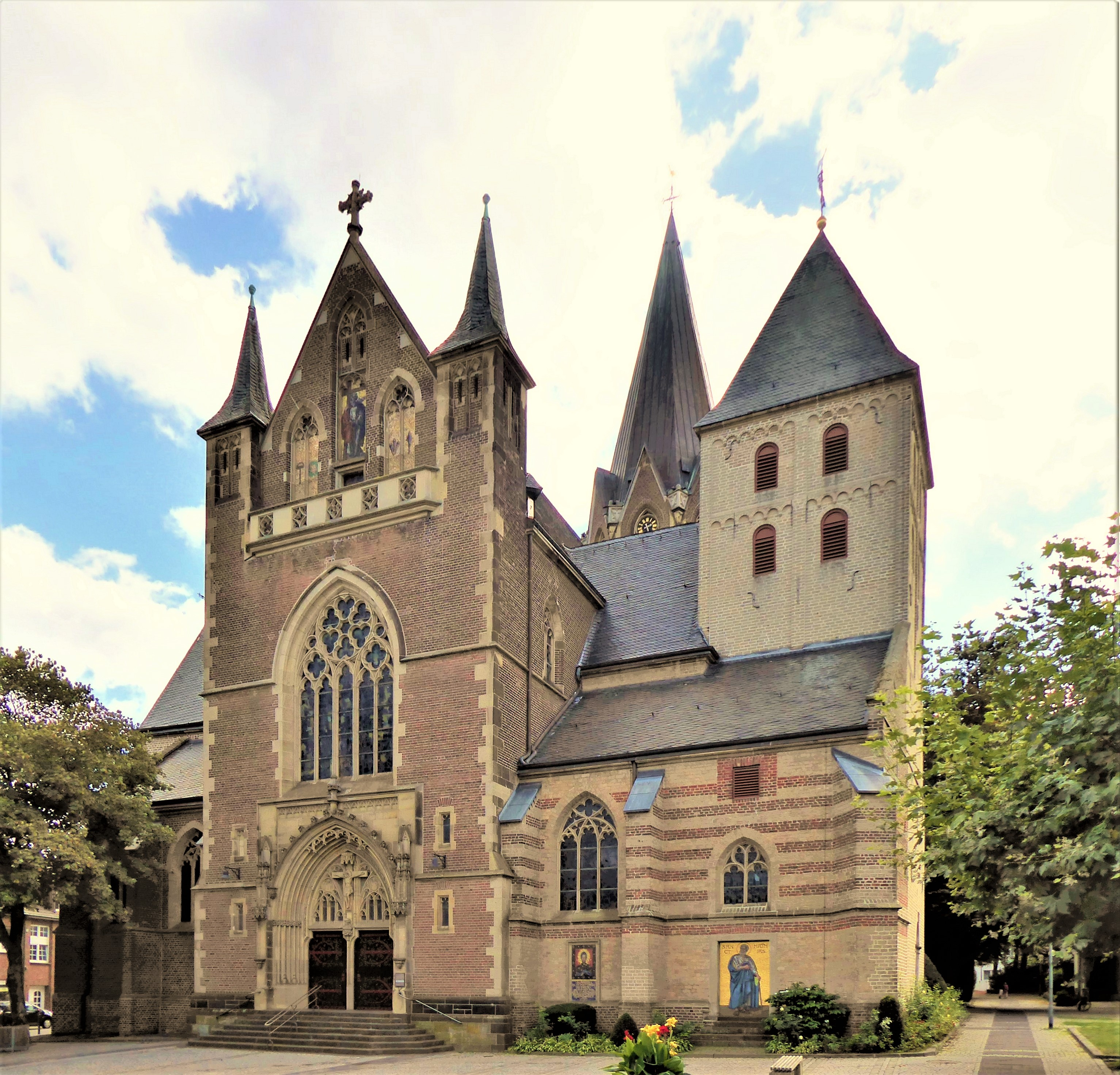
Neugotische Nordfassade mit Hauptportal und romanischer Westturm. Blick vom Marktplatz.

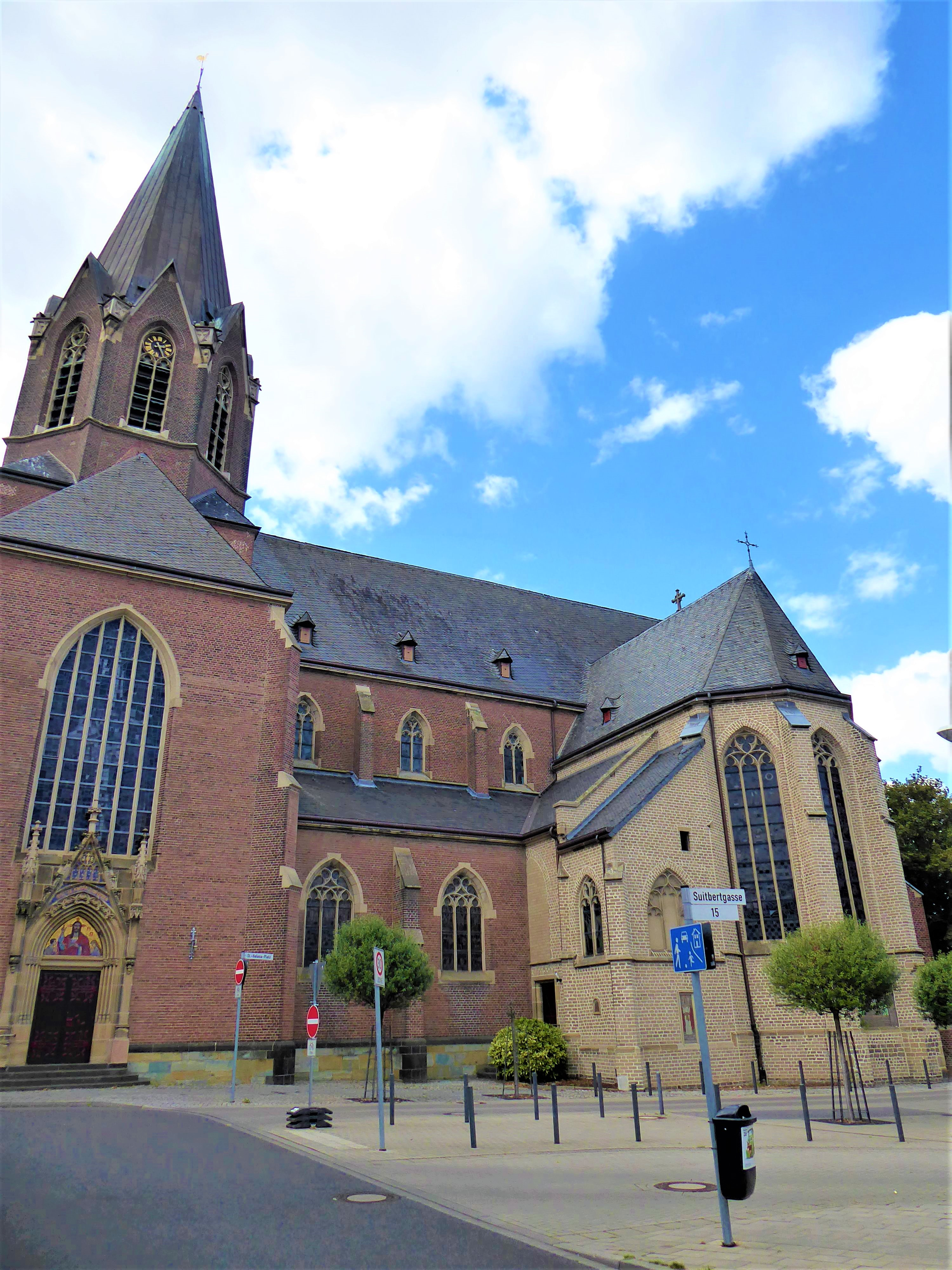
Blick zu Vierungsturm und gotischem Chor von der östlichen Seite.

St. Helena ist die römisch-katholische Pfarrkirche von Rheindahlen, einem Ortsteil von  Mönchengladbach in Nordrhein-Westfalen.

## Geschichte
Ältester erhaltener Teil der mittelalterlichen Kirche ist der romanische Turm aus dem 12. Jahrhundert. Er ist auch das älteste erhaltene Bauwerk Rheindahlens. Zum Zeitpunkt der Erbauung gehörte die Kirche zum Archidiakonat Wassenberg innerhalb des Bistums Lüttich. Im Jahr 1330 wurde die Kirche durch Bischof Adolf von Lüttich dem Kölner Stift St. Maria im Kapitol inkorporiert. Die romanische Kirche war im Verlauf des 15. Jahrhunderts so baufällig geworden, dass sie 1510 bis auf den Turm und das nördliche Seitenschiff abgebrochen und durch einen Neubau ersetzt wurde.
St. Helena wurde daraufhin zu einer dreischiffigen Pseudobasilika im Baustil der Spätgotik ausgebaut. Seit 1515 diente das Gotteshaus zusätzlich dem 1433 gegründeten  Franziskanerinnenkloster unter dem Patrozinium St. Katharina als Klosterkirche. Das südliche Seitenschiff wurde als Schwesternkirche eingerichtet. Nach dem Stadtbrand vom 5. Juli 1647 wurde die Kirche schwer beschädigt. 1803 wurde das Franziskanerinnenkloster aufgehoben.
Durch den im Jahr 1910 begonnenen und 1915 unter der Leitung von Caspar Clemens Pickel beendeten Neubau der Kirche, der im rechten Winkel mitten durch die alte Kirche errichtet wurde, entstand auf kreuzförmigem Grundriss ein neues Bauwerk mit einem achteckigen Turm über der Vierung, dessen Turmspitze auf 130,21 m ü. NN liegt. Es ist in dieser Größenordnung einzigartig. Die alte Kirche wurde als Eingangsbereich der neuen Kirche miteinbezogen. Die Größe der alten Kirche ist somit nach Errichtung des Neubaus klar erkennbar. In der Kirche befindet sich eine gut erhaltene Eichenholzfigur des Heiligen Antonius. Diese 1,14 m hohe Figur wurde 1480 vom aus Utrecht stammenden Künstler Adriaen van Wesel erschaffen. Beim Bombenangriff auf Rheindahlen am 25. Februar 1945 und durch Artilleriebeschuss wurden Teile der Kirche zum Teil stark zerstört, so dass sie in den Nachkriegsjahren wieder aufgebaut werden mussten.

## Orgel
Die Orgel der Pfarrkirche wurde 1984 von der Orgelbaufirma Seifert aus Kevelaer erbaut. Das Instrument hat 40 Register (rund 3000 Pfeifen) auf drei Manualwerken und Pedal.
| I Rückpositiv C–g3 |            |       |
| 1.                 | Rohrflöte  | 8′    |
| 2.                 | Quintade   | 8′    |
| 3.                 | Principal  | 4′    |
| 4.                 | Blockflöte | 4′    |
| 5.                 | Schwiegel  | 2′    |
| 6.                 | Sifflöte   | 1 ⁄3′ |
| 7.                 | Cymbel IV  |       |
| 8.                 | Krummhorn  | 8′    |
|                    | Tremulant  |       |

| II Hauptwerk C–g3 |                    |       |
| 9.                | Bordun             | 16′   |
| 10.               | Principal          | 8′    |
| 11.               | Holzgedackt        | 8′    |
| 12.               | Principal          | 4′    |
| 13.               | Koppelflöte        | 4′    |
| 14.               | Quinte             | 2 ⁄3′ |
| 15.               | Superoktave        | 2′    |
| 16.               | Cornett IV (ab g0) |       |
| 17.               | Mixtur major       |       |
| 18.               | Mixtur minor       |       |
| 19.               | Trompete           | 8′    |

| III Schwellwerk C–g3 |                 |       |
| 20.                  | Holzprincipal   | 8′    |
| 21.                  | Bleigedackt     | 8′    |
| 22.                  | Salicional      | 8′    |
| 23.                  | Voix céleste    | 8′    |
| 24.                  | Principal       | 4′    |
| 25.                  | Traversflöte    | 4′    |
| 26.                  | Waldflöte       | 2′    |
| 27.                  | Octävlein       | 1′    |
| 28.                  | Sesquialtera II | 2 ⁄3′ |
| 29.                  | Fourniture V    |       |
| 30.                  | Basson          | 16′   |
| 31.                  | Hautbois        | 8′    |
| 32.                  | Clairon         | 4′    |
|                      | Tremulant       |       |

| Pedalwerk C–f1 |               |     |
| 33.            | Prinzipalbaß  | 16′ |
| 34.            | Subbass       | 16′ |
| 35.            | Octavbaß      | 8′  |
| 36.            | Pommer        | 8′  |
| 37.            | Choralbaß     | 4′  |
| 38.            | Hintersatz IV |     |
|                | (vacant)      |     |
| 39.            | Posaune       | 16′ |
| 40.            | Trompete      | 8′  |

- Koppeln: I/II, III/II, I/P, II/P, III/P